# Раздавливатель головы

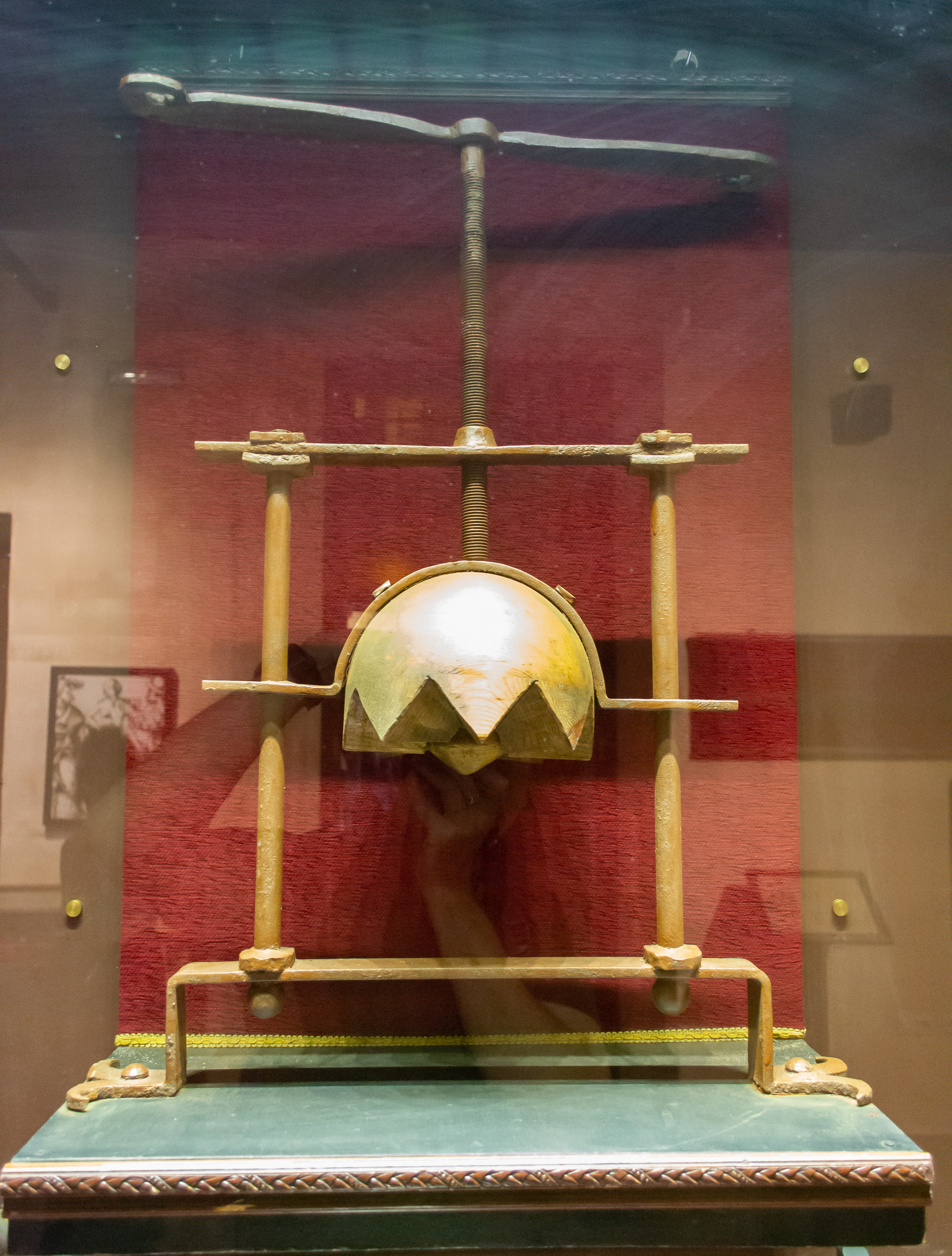

«Раздавливатель головы» (англ. «Head Crusher»), или «Головная дробилка» — устройство для пыток, которое также могли использвать как орудие медленной казни в раннее Новое время.

## Механизм
Подбородок жертвы фиксировали на нижней подставке, а на верхнюю часть черепа надевали металлический колпачок. С каждым поворотом винта давление увеличивалось, что приводило к разрушению челюсти, лицевых костей и, в конечном итоге, черепа.

## История
Первые упоминания «раздавливателя головы» относятся к 1500 годам.
После того, как бубонная чума поразила большую часть Европы, многие решили, что человечество чем-то прогневило Бога. Особенно в Испании, к расследованиям в отношении ведьм и тех, кого обвиняют в применении «темных искусств», отнеслись со всей серьезностью.

## В культуре
- «Head Crusher» — песня-сингл группы Megadeth, написанная об этой пытке.